# Корівка
«Корівка» (пол. Krówka) — цукерки-іриски з начинкою з рідкої помадки з додаванням молока та вершкового масла. Назву отримали за зображенням корови на обгортці.

## Історія
У 1920-ті роки Феликс Поморский (1895—1963) налагодив у Познані виробництво ірису з рідкою начинкою; цукерки були в обгортці, на якій зображено корову голштинської породи. Рецепт він дізнався в дитинстві від свого дядька, який жив у Житомирі.
Під час Другої світової війни Поморський вимушено переніс своє виробництво в Мілянувек, а після війни «Корівку» виготовляли й у інших країнах — в НДР, Чехословаччині, в Радянському Союзі, зокрема в БРСР.
До складу цих цукерок, як і інших видів ірису, входять молоко, цукор, вершкове масло, ванілін. Іноді в оригінальний склад додають ароматизатори, що надають запаху кави, шоколаду. Цукерки можуть бути виготовлені в домашніх умовах з використанням вищезгаданих інгредієнтів.
Цукерки «Корівка» любив Йосип Бродський, тому деякі шанувальники поета залишають ці цукерки на його могилі на цвинтарі Сан-Мікеле.